# ميهاي رومان
ميهاي رومان (بالرومانية: Mihai Roman) (16 أكتوبر 1984 بسوتشافا في رومانيا - ) هو لاعب كرة قدم روماني في مركز الوسط. شارك مع منتخب رومانيا لكرة القدم. أما مع النوادي، فقد لعب مع رابيد بوخارست ونادي براشوف ونادي بوتوشاني ونادي تولوز ونادي ستيوا بوخارست وCSM Cetatea Suceava ‏ وToulouse FC II ‏.

## وصلات خارجية
- ميهاي رومان على موقع الاتحاد الأوربي (الإنجليزية)
- ميهاي رومان على موقع قاعدة بيانات كرة القدم.إي يو (الإنجليزية)
- ميهاي رومان على موقع ناشيونال فوتبول تيمز (الإنجليزية)
- ميهاي رومان على موقع Soccerway.com (الإنجليزية)
- ميهاي رومان على موقع عالم كرة القدم.نت (الإنجليزية)
- ميهاي رومان على موقع AS.com (الإسبانية)